# Старе Масево
Старе Масево (пол. Stare Masiewo) — село в Польщі, у гміні Наровка Гайнівського повіту Підляського воєводства.
Населення — 73 особи (2011).

## Демографія
Демографічна структура станом на 31 березня 2011 року:
|          | Загалом | Допрацездатний вік | Працездатний вік | Постпрацездатний вік |
| -------- | ------- | ------------------ | ---------------- | -------------------- |
| Чоловіки | 45      | 6                  | 31               | 8                    |
| Жінки    | 28      | 1                  | 11               | 16                   |
| Разом    | 73      | 7                  | 42               | 24                   |